# Sedoheptuloza 7-fosfat
Sedoheptuloza 7-fosphat je intermedijar u putu pentoznog fosfata.
On se formira posredstvom transketolaze i na njega deluje transaldolaza.